# Wilhelm Senne
Wilhelm Heinrich Friedrich Senne (* 22. November 1894 in Lüdersfeld; † 29. April 1956 in Lindhorst) war ein deutscher Politiker (SPD).

## Leben
Wilhelm Senne wurde als Sohn eines Kleinbauern geboren. Nach der Obersekundareife an einer Höheren Schule leistete er freiwilligen Militärdienst und nahm von 1914 bis 1918 als Soldat am Ersten Weltkrieg teil, aus dem er als Schwerkriegsbeschädigter heimkehrte. Als Kriegsinvalide erhielt er eine Rente, arbeitete gleichzeitig aber als kaufmännischer Angestellter in Lindhorst.
Im April 1933 rückte er in der letzten Wahlperiode als Mitglied der SPD kurzzeitig als Abgeordneter in den Landtag des Freistaates Schaumburg-Lippe nach, da zuvor vier sozialdemokratische Landtagsabgeordnete aus Protest zurückgetreten waren.
Wilhelm Senne war seit 1922 verheiratet.